# Clodoveo I
Clodoveo I (Tournai, 466 circa – Parigi, 27 novembre 511) è stato un re franco, figlio del re Childerico I e di sua moglie Basina, secondo sovrano storicamente accertato della dinastia dei Merovingi, del regno dei Franchi Sali, dal 481 alla sua morte.
In francese Clovis e in tedesco Chlodwig o Chlodowech, il suo nome deriva dal franco Hlodowig, composto da hlod (illustre) e wig (battaglia), e dunque significa "illustre in battaglia": da esso derivano i nomi Luigi e Ludovico. Clodoveo si fece battezzare nel 496.

## Biografia

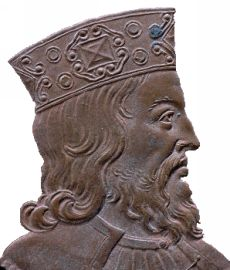
Ritratto di Clodoveo I su una medaglia di bronzo del 1720.

Clodoveo è conosciuto soltanto attraverso il secondo dei dieci libri della Storia dalla creazione di Adamo all'anno 591 – successivamente intitolata Storia dei Franchi - del vescovo Gregorio di Tours (536 – 597), un notabile gallo-romano i cui intenti di scrittore appaiono volti all'edificazione e all'agiografia piuttosto che alla rappresentazione di fatti documentati con scrupolo storiografico. Il libro II della sua Storia descrive gli avvenimenti del regno di Clodoveo inserendoli in successioni di cinque anni o di multipli di cinque: cosicché, poiché l'unica data che può considerarsi certa nella vicenda storica di Clodoveo è quella della morte, avvenuta nel 511, seguendo Gregorio egli sarebbe nato nel 466, sarebbe salito al trono nel 481, a quindici anni, e il suo regno sarebbe durato trenta anni.
Comunque anche l'autore (VIII secolo) del Liber Historiæ Francorum conferma che Clodoveo è figlio di Childerico.
Clodoveo nacque da uno dei capi dei Franchi Sali, tribù germaniche stanziate nelle attuali province di Tournai e di Cambrai, Childerico I e da Basina di Turingia. Childerico era un alleato dei Romani, prima di Ezio contro Attila, poi del generale Egidio contro i Visigoti. Egli si vide riconoscere da quest'ultimo il controllo politico, se non territoriale, della provincia romana Belgica Seconda, comprendente le attuali province di Reims, di Amiens e di Boulogne, a est dell'ultima enclave romana in Gallia che era compresa tra la Somme e la Loira. Soissons era la città più importante ed era controllata dal figlio del defunto Egidio, il magister militum per Gallias, Siagrio, che dal 476, essendo caduto l'impero romano d'occidente, non rispondeva più a nessuna autorità, sicché Gregorio di Tours lo definisce rex Romanorum.

### L'ascesa al trono
Il nuovo conflitto che oppose Childerico - che aveva riconosciuto, nel 476, il nuovo potere di Odoacre - a Siagro, era ancora in corso quando, nel 481, Childerico morì lasciando il trono al figlio Clodoveo, che aveva quindici anni e, probabilmente, era sotto il controllo di Eurico, re dei Visigoti. Clodoveo per alcuni anni restò inoperoso, solo nel 484 stipulò un'alleanza con i Franchi stanziati nella vicina regione di Cambrai e, nel 485, con le tribù orientali stanziate nella valle del Reno, dette per questo dei Franchi Ripuari, sposando la figlia di un loro capo, Cloderico, dalla quale ebbe il figlio Teodorico (secondo Gregorio di Tours, però, Teodorico era figlio di una concubina e non fu celebrato un matrimonio vero e proprio). Avendo le frontiere assicurate a nord e ad est, ed essendo, nel frattempo, morto Eurico, Clodoveo poté preparare la conquista del regno di Siagrio. Nel 486, con l'aiuto degli altri re salici, Ragnacaro e Cararico, poté gettare il suo esercito contro Siagro che, sconfitto, nella battaglia di Soissons (Cararico non partecipò alla battaglia, ma attese gli eventi), fuggì nel regno dei Visigoti; ma fu consegnato dal nuovo re, Alarico II, a Clodoveo, che lo passò per le armi. Ora le tribù franche di Clodoveo controllavano tutta la Gallia settentrionale (secondo il Liber Historiæ Francorum la conquista prima arrivò alla Senna (usque Sequanam) e poi alla Loira (usque Ligere).
Dopo l'occupazione Clodoveo permise ai Gallo-romani di mantenere le loro proprietà e l'uso della lingua; inoltre, pur essendo pagano, dimostrò una certa deferenza nei confronti dei vescovi, come dimostra l'incidente del vaso di Soissons, sotto riportato.

### L'alleanza con il clero cattolico e il principio assolutistico del potere
Gregorio di Tours racconta il celebre episodio del Vaso di Soissons, accaduto durante la guerra, che testimonia la trasformazione dei rapporti di potere al vertice della società franca: avendo i Franchi saccheggiato una chiesa, il vescovo di Reims chiese a Clodoveo la restituzione di un vaso particolarmente prezioso. Clodoveo promise a condizione che l'assemblea dei guerrieri – dove avveniva la distribuzione del bottino - gliel'avesse assegnata. Richiesto espressamente il vaso, l'assemblea rispose positivamente, perché «nessuno può opporsi al suo volere», affermazione che dimostra la maggiore autorità esercitata dal capo militare della tribù; ma un guerriero si oppose e spezzò il vaso dicendo che a Clodoveo sarebbe spettata solo la parte di bottino che la sorte gli avesse assegnato; comportamento che dimostra, al contrario, la tradizione di uguaglianza vigente fra i guerrieri. Clodoveo si segna al dito l'accaduto. Alla fine dell'anno, durante una riunione dell'esercito mentre passava in rassegna i guerrieri, vi riconobbe il soldato insolente. Avendo constatato che la sua tenuta lasciava a desiderare, prese le sue armi e le gettò a terra. Il soldato si chinò per raccoglierle e Clodoveo ne approfittò per spaccargli il cranio con un colpo di francisca dicendo: Ainsi as-tu fait au vase à Soissons !, "Così hai fatto al vaso a Soissons". Incusse gran terrore, e con questo episodio affermò il principio del potere assoluto esercitato dal re sulla nobiltà guerriera.
Quanto all'episcopato, esso fu lesto a intravedere in essi la forza dominante, con la quale era opportuno che il clero, grande proprietario terriero, si accordasse, come attesta la lettera di felicitazioni che il vescovo di Reims, Remigio, inviò a Clodoveo, il quale da parte sua, essendo pagano, comprese quanto opportuna, per mantenersi al potere, fosse l'alleanza con la Chiesa cattolica, organizzazione ormai potente e ben strutturata gerarchicamente.

### L'espansione territoriale e la conversione al cristianesimo

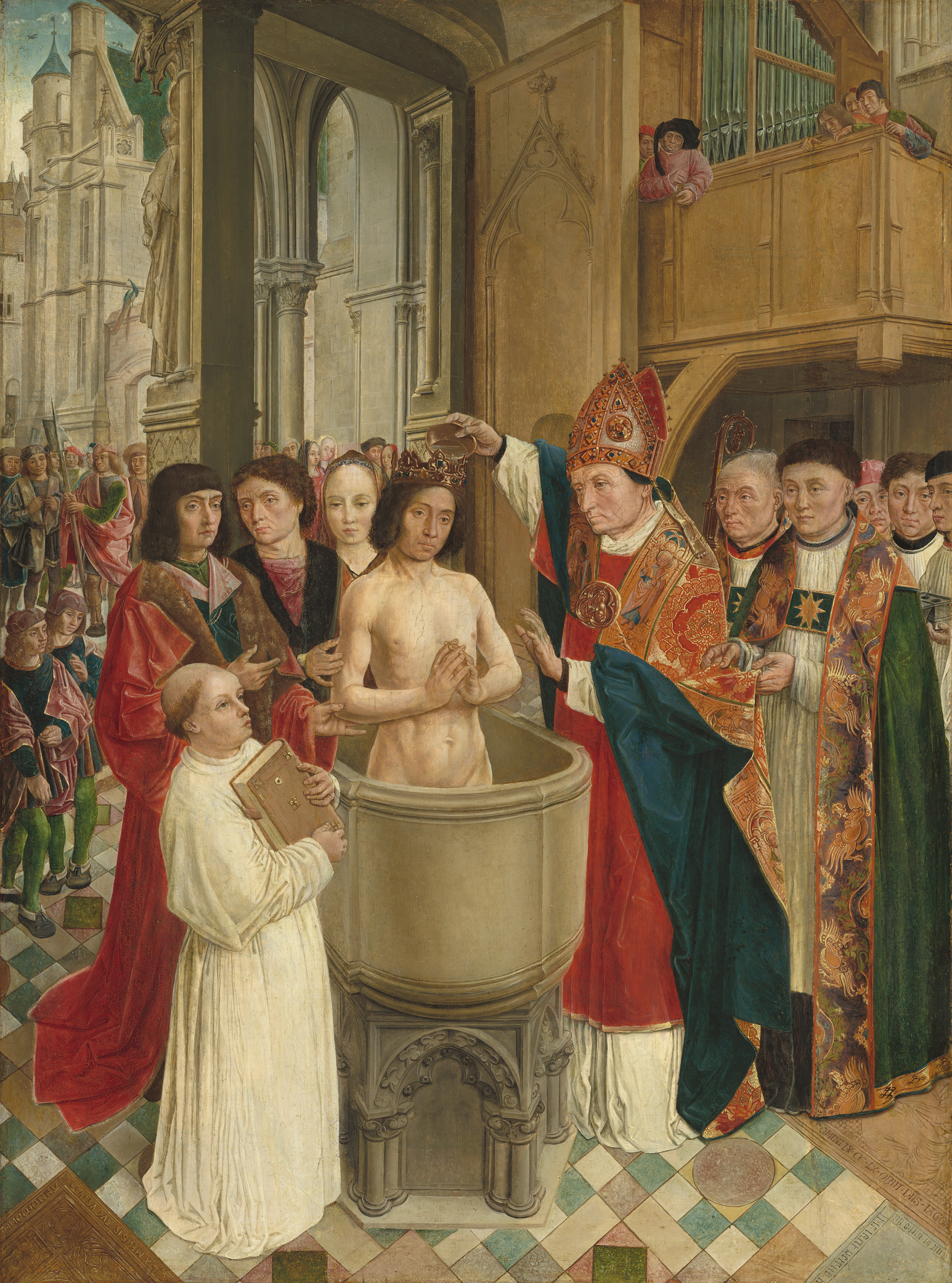
Maestro di Saint-Gilles, San Remigio battezza Clodoveo, ca 1510, National Gallery di Washington.

Assoggettati i gallo-romani, Clodoveo impose la sua superiorità ai Turingi, stanziati sulla riva sinistra del Reno, sottomettendoli e costringendoli ad arruolarsi nel suo esercito, dopodiché convinse gli ausiliari barbari delle legioni romane a passare sotto le sue insegne.
Nel 493 Clodoveo, nello stesso periodo in cui concedeva sua sorella, Audofleda, in sposa a Teodorico il Grande, re d'Italia, stipulò un patto di non-aggressione con il regno dei Burgundi, sancito dal suo matrimonio - il secondo - con la cristiana Clotilde, figlia del re Chilperico II, morto già da qualche anno.
Benché la moglie cercasse di convincerlo a convertirsi al cristianesimo e pur permettendo che Clotilde facesse battezzare i figli, Clodoveo rimase pagano per non tradire la religione dei suoi avi.
Nel 496 attaccò gli Alemanni, popolazione stanziata alle frontiere orientali, sempre in conflitto con i Franchi Salii, per il controllo dei Vosgi e, con i Franchi Ripuari, per il controllo della valle del Reno: Clodoveo s'inserì nel conflitto contando di ottenere la fine della minaccia alemanna e, insieme, importanti ingrandimenti territoriali. Alleato del re franco di Colonia, Sigiberto lo Zoppo, impegnò la battaglia decisiva a Tolbiac: la leggenda narrata da Gregorio sostiene che Clodoveo, in difficoltà, abbia promesso la sua conversione al cristianesimo in cambio della vittoria, che ottenne, costringendo gli Alemanni ad abbandonare il corso superiore del Reno. Questa sofferta vittoria convinse Clodoveo che la sua conversione al cristianesimo gli avrebbe permesso di avere il sostegno dei vescovi, influenti sulle popolazioni gallo-romane, contro i barbari, fossero essi pagani o eretici ariani.

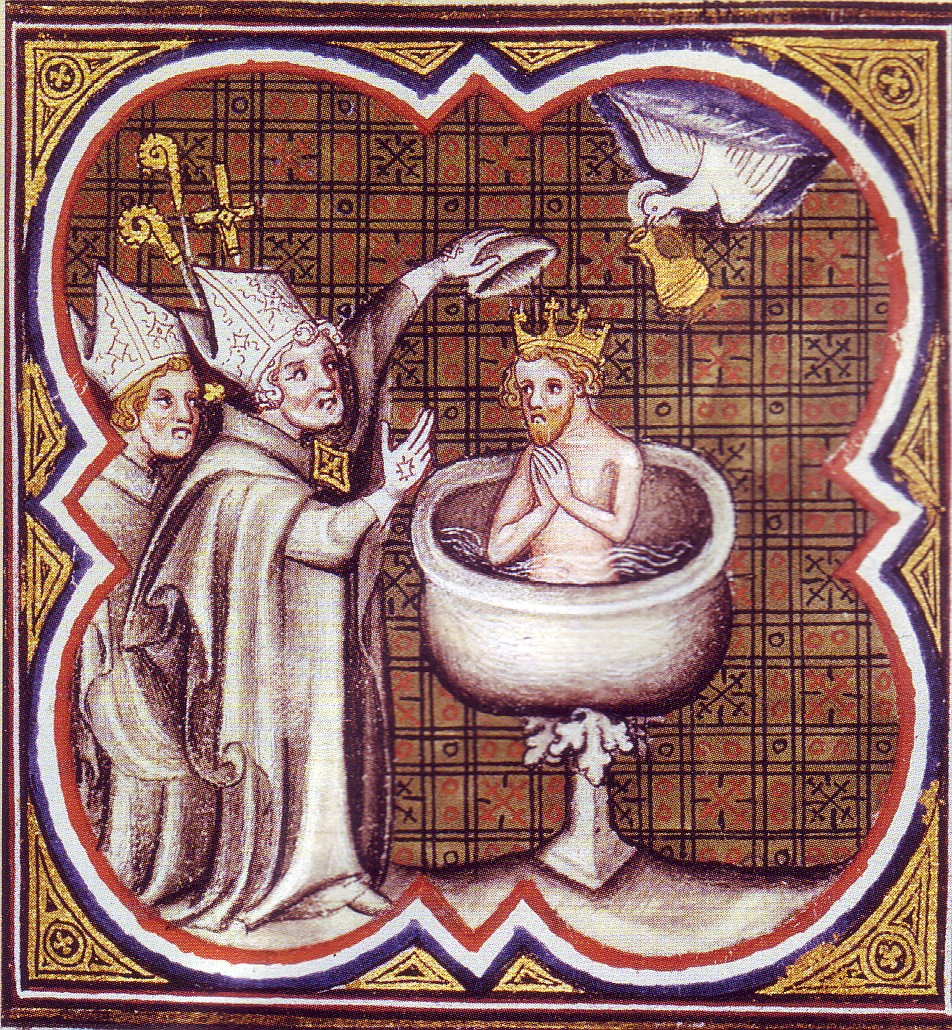
L'arcivescovo di Reims San Remigio battezza re Clodoveo I con l'olio crismale della Santa Ampolla, mentre lo Spirito Santo appare in aspetto di colomba.

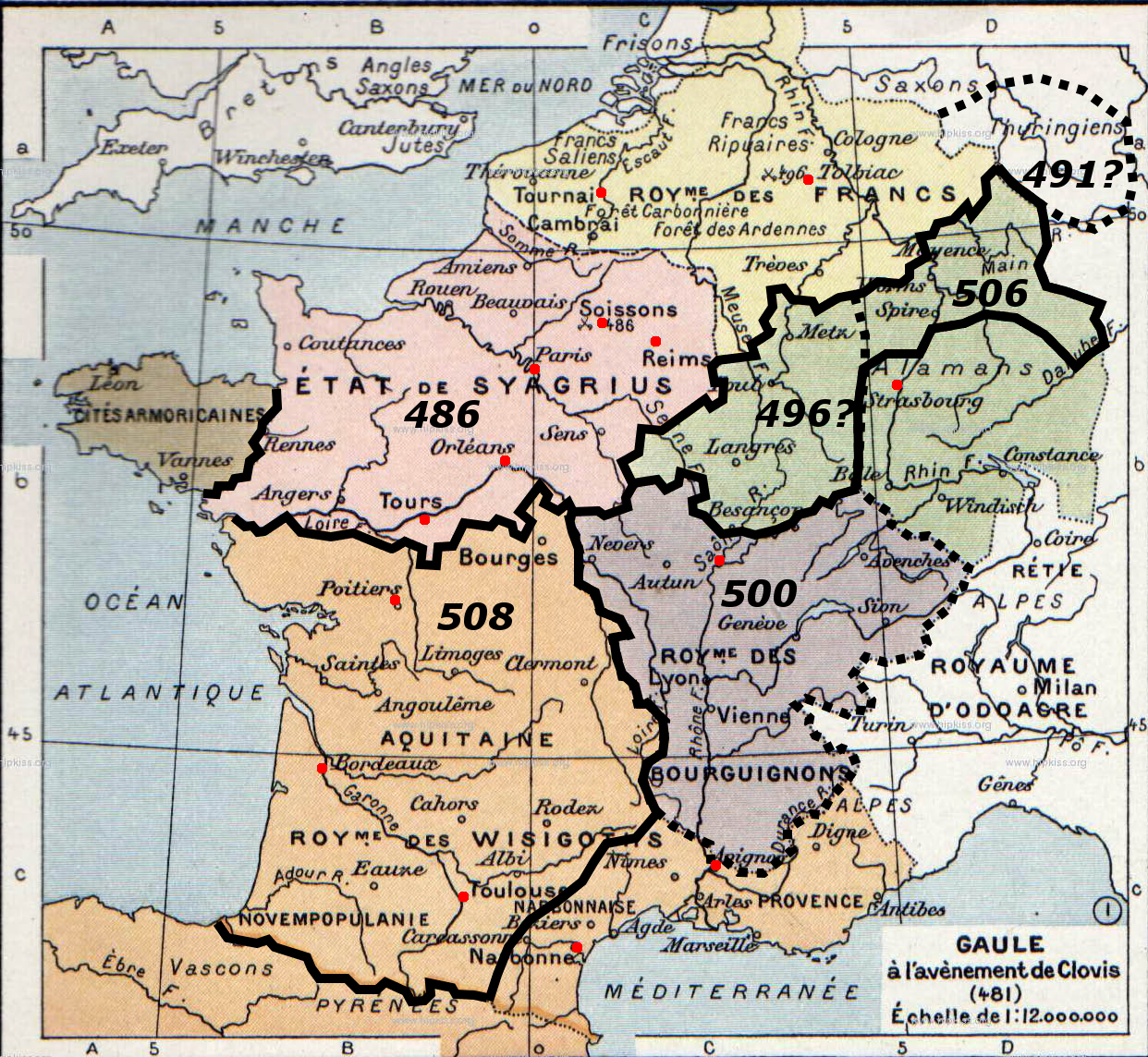
Le conquiste durante il regno di Clodoveo.

Il 24 dicembre 496 Clodoveo onorò la sua promessa - secondo Gregorio - facendosi battezzare a Reims dal vescovo Remigio, assieme alle sorelle, Landechilde e Alboflede. I Franchi furono l'unico popolo germanico che si convertì dal paganesimo al cristianesimo cattolico (cioè il credo di Roma e Costantinopoli), a differenza degli altri popoli germanici, che aderirono invece al cristianesimo di fede ariana.

Nella stessa notte fu battezzato anche Leonardo di Noblac. Secondo la tradizione fu lo Spirito Santo o un angelo, in aspetto di colomba, a portare a Remigio la Santa Ampolla con l'olio crismale per battezzare Clodoveo. La stessa Ampolla verrà poi usata per incoronare i re di Francia da Ludovico il Pio a Carlo X. Tutto il popolo franco divenne, almeno ufficialmente, cattolico e il regno franco confinava con popoli cristiano-ariani: a sud-ovest, tra la Loira e i Pirenei, dall'Atlantico a Narbonne, i Visigoti di Alarico II, e a sud-est il regno dei Burgundi era diviso, dopo la morte di Chilperico II e Gundomaro, assassinati dal fratello Gundobado, in due parti, una con a capo lo stesso Gundobado, che risiedeva a Vienne, e l'altra con a capo il fratello Godegiselo, stabilitosi a Ginevra, nell'attuale Svizzera.
Le popolazioni soggette ai re ariani di cui sopra, dopo l'avvenuto battesimo di Clodoveo, erano pronte a ricevere i Franchi senza opporsi. A seguito del battesimo, ricevette un'epistola da parte di Alcimo Ecdicio Avito.
Clodoveo non tardò a sfruttare la divisione del regno burgundo e l'inimicizia dei due fratelli. Stretta alleanza con Gondegiselo, nel 500 due eserciti attaccano da nord e da sud il regno di Gundobado che, battuto a Digione, si rifugia ad Avignone, assediato da Clodoveo, mentre il fratello occupa il suo trono di Vienne. Minacciato da Teodorico e dai Visigoti di Alarico II, Clodoveo è costretto ad accettare una tregua con Gundobado, che può così rivolgere le armi contro il fratello Gondegiselo, battendolo e uccidendolo a Vienne; poi, nel 502, stipula con Gundobado - che pur non convertendosi assume una posizione meno intransigente contro il cattolicesimo - un trattato di amicizia suggellato dal fidanzamento tra Teodorico, figlio di Clodoveo e Suavegota, nipote di Gundobado.
L'alleanza fra i due re non può che allarmare il visigoto e ariano Alarico II, che sa dei progetti espansionistici di Clodoveo e il cui regno è agitato dalla fronda del clero cattolico. Opera allora in tre direzioni: con il concilio di Agde, rafforza l'autorità dei vescovi cattolici sulle diocesi; con un nuovo codice giuridico - il Breviario di Alarico II - promulgato nel 506 e ricalcato sul codice di Teodosio II del 438, va incontro alle rivendicazioni della popolazione gallo-romana; cerca infine la mediazione di Teodorico - suo suocero, avendone sposato la figlia Teudigota, il quale è a sua volta cognato di Clodoveo, in quanto marito della sorella di questi, Audofleda - perché si adoperi per un accordo tra Visigoti e Franchi.
Clodoveo, con il trattato di amicizia stipulato ad Amboise, finse di rassicurare Alarico ma in realtà aveva già preparato la guerra: alleato dei Burgundi di Gundobado, dei Franchi Ripuari di Sigiberto lo Zoppo e anche dell'imperatore romano d'Oriente Anastasio, che è in guerra con Teodorico e lo tiene impegnato in Pannonia, nel 507 invase il regno dei Visigoti, sconfiggendoli nella battaglia di Vouillé, presso Poitiers, dove Alarico II venne ucciso, si dice, dallo stesso Clodoveo; l'anno dopo, con la conquista di Tolosa, s'impadronì di tutti i territori che i Visigoti avevano in Gallia, cosicché questa popolazione venne ricacciata oltre i Pirenei. Clodoveo trattò con clemenza le popolazioni assoggettate, rimettendo in libertà i vescovi ed i religiosi che erano stati catturati durante la conquista. Non vennero requisite le terre, mentre le popolazioni ariane vennero persuase, senza l'uso della forza, a convertirsi alla fede cattolica. Nel 508, a suggello dell'alleanza, Clodoveo ricevette dall'imperatore Anastasio I il titolo di console, che gli permise di entrare a Tours con le insegne romane; si fa risalire a quest'anno il trasferimento della capitale nella vecchia Lutezia, ribattezzata Parigi dal nome dei suoi abitanti galli, i Parisii.
Quanto alle tribù dei Franchi Ripuari, stanziati sulla riva destra del Reno, nell'attuale Turingia, Clodoveo fu sbrigativo, facendo assassinare nel 510 i loro capi, Cararico, Ragnacaro e Ricaro, e assicurandosi le loro terre. Fu poi la volta del vecchio alleato Sigiberto lo Zoppo, fatto uccidere – si dice per ispirazione di Clodoveo - dal figlio Cloderico che tuttavia non poté godere il frutto del parricidio, perché fu subito assassinato dai sicari di Clodoveo.

### Il concilio di Orléans
Clodoveo si era guadagnato l'appoggio del clero cattolico, garantendo i suoi vasti possedimenti, concedendo privilegi e autorità, ma non era intenzionato a farsene dominare; nella tradizione dell'Impero romano, egli non si considera il capo della Chiesa del suo regno, ma è intenzionato a mantenere un ruolo di garanzia e di controllo, e lo dimostra convocando, alla maniera degli imperatori romani, nel luglio del 511 un concilio a Orléans. Il concilio rappresentò l'apogeo del suo regno, a pochi mesi dalla morte. Riuniti nella chiesa di Sainte Croix sotto la presidenza di Cipriano di Bordeaux i 32 vescovi presenti - meno della metà dei vescovi delle diocesi del regno - designarono Clodoveo «Rex Gloriosissimus figlio della Santa Chiesa» e sottoposero alla sua approvazione 31 canoni che intendevano imporre leggi del codice romano alle consuetudini franche. Una forte supervisione avvenne in tema di reclutamento del clero: il concilio subordinò all'approvazione (e dunque controllo) del re o di un suo funzionario l'accesso agli ordini dei laici. Vengono anche sottoposti all'immunità fiscale i beni immobili che il re vorrà donare alle chiese, i cui proventi verranno ripartiti nelle seguenti tre funzioni: per provvedere alla riparazione degli edifici ecclesiastici, per il sostentamento del clero e dei bisognosi e per il riscatto dei prigionieri.

L'alleanza della Chiesa con il potere civile è, insieme con l'unificazione dei territori che costituiscono in gran parte la Francia attuale, l'atto politico di maggiore rilevanza: destinato a produrre le sue conseguenze per tredici secoli, pone Clodoveo nella veste di fondatore della monarchia francese.

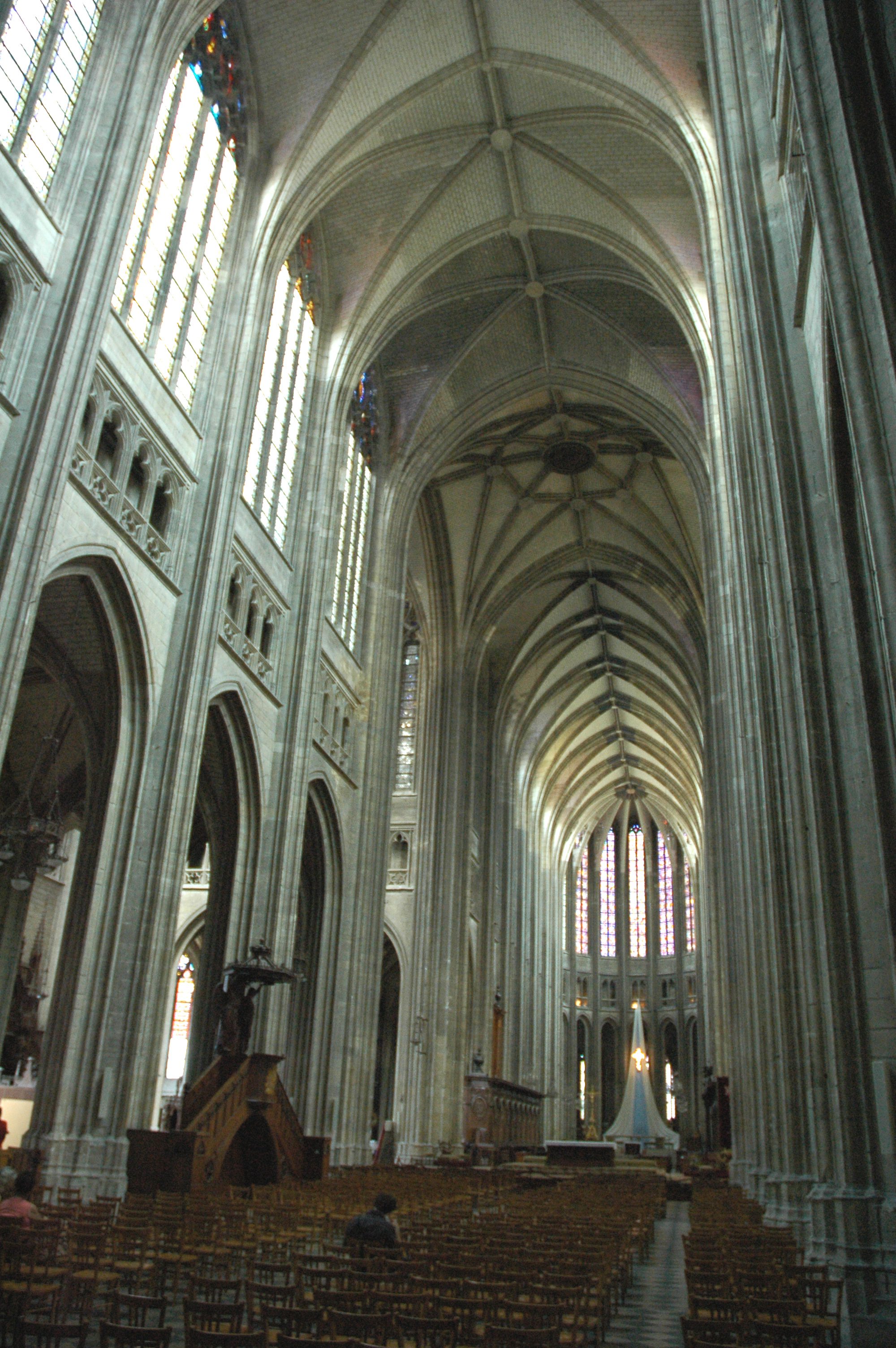
Interno della Cattedrale di Sainte-Croix a Orléans

### La legge salica, l'economia e la struttura della società franca
I Franchi avevano da tempo un insieme di leggi tramandate soltanto oralmente: la loro rielaborazione scritta appartiene al tempo di Clodoveo, sembra intorno al 495 e, dal nome dei Franchi Salii, fu chiamata legge salica. 
Divisa in capitoli e paragrafi, in essa si vieta la vendetta personale, sostituita, qualunque sia il delitto, da un'ammenda, pagata dalla sua famiglia, alla famiglia della vittima e stabilita da un tribunale di notabili. Soltanto la violazione della sepoltura e l'abbandono, da parte della donna, del focolare domestico, non possono essere sanate da alcuna ammenda e vengono punite, la prima, con l'esclusione del reo dalla comunità, la seconda, con la morte: la donna viene sepolta viva. La sposa viene acquistata dal futuro sposo al padre, che investe nella dote un terzo della somma ricevuta. L'adulterio della donna è punito con il divorzio e con la sua esclusione dalla comunità.

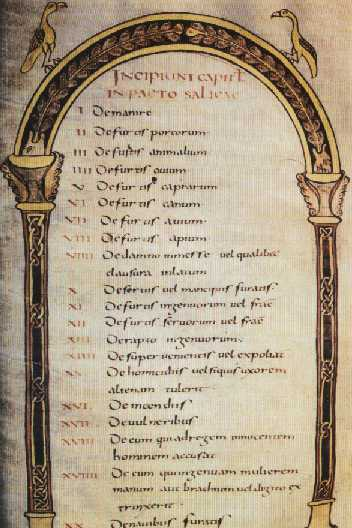
Legge salica, manoscritto della Biblioteca Nazionale di Parigi.

Minuzioso appare l'elenco delle ammende graduate a seconda della gravità del reato; si citano i furti di suini, di bovini, di ovini, di caprini, di equini, del pollame, degli alveari, della frutta e, in particolare, dell'uva, delle barche e degli attrezzi da pesca, dei cani da caccia: elementi che indicano le specifiche attività economiche praticate dai Franchi, l'allevamento del bestiame, la caccia, la pesca e anche i prodotti dell'agricoltura - esercitata con l'aratro trascinato dai buoi - come il lino, le fave, i piselli, le rape e le lenticchie; dalle norme contenute nella legge salica si ricava anche l'utilizzo dei mulini ad acqua. Il commercio è invece pressoché inesistente e si basa ancora, al tempo di Clodoveo, sullo scambio in natura: la moneta - il vecchio solido aureo romano che, fino al 539, viene battuto ancora con l'effigie dell'imperatore d'Oriente regnante - è utilizzata soprattutto per pagare le ammende.
I boschi e prati appartengono alla comunità di villaggio, mentre la terra coltivabile è sfruttata individualmente dal singolo contadino ma non è proprietà privata: non può essere alienata in vita, e alla morte dell'agricoltore viene coltivata dai suoi eredi maschi. La donna, infatti, è esclusa dalla possibilità di ereditare i beni immobili - di qui, il termine di legge salica a indicare l'esclusione dall'ereditarietà al trono delle figlie del re.
Se appare evidente l'originaria struttura per clan della comunità franca, risulta anche il suo progressivo dissolvimento: in un capitolo della legge si ammette che i membri di un villaggio possano stabilirsi in un altro - purché però vi sia il consenso di tutti i membri della comunità - ma è anche possibile ottenere l'autorizzazione per decreto regio al trasferimento in altra comunità, senza possibilità di opposizione da parte dei componenti delle due comunità. Chi si fosse opposto, avrebbe dovuto pagare 200 solidi, un'ammenda elevata. La possibilità di uscire dal proprio clan era sfruttata soprattutto dai ricchi, perché essi sarebbero stati sotto la diretta protezione del re e non sarebbero stati più tenuti a prendersi cura dei parenti più poveri.
La divisione in classi è ancora testimoniata dall'ammontare delle ammende: se l'uccisione di uno schiavo era riscattata con una somma irrisoria, l'uccisione di un semilibero era compensata con 100 solidi, quella di un contadino libero con 200 solidi, quella di un nobile e di un prete con 600, quella di un vescovo con 900 e quella di un appartenente all'alta nobiltà militare con 1800 solidi. Si rileva da questi dati quanto elevato fosse il rango acquisito dal clero e la qualità della stratificazione sociale: servi e schiavi, privi di terra, esercitavano i mestieri artigiani e di supporto all'allevamento - vi erano falegnami, fabbri, gioiellieri e poi stallieri, porcai e vignaiuoli - mentre i piccoli contadini dovevano guardarsi dalla crescita del potere dei nobili trasformatisi in grandi proprietari terrieri, i feudatari, grazie alle terre concesse loro dal re a compenso dei servizi militari prestati. Il re, a sua volta, accresceva il suo potere grazie all'appoggio dei feudatari e del clero, governando il paese tramite i suoi funzionari, i conti e i suoi aiutanti, in luogo delle vecchie assemblee di tribù. Anche i tribunali popolari di villaggio, pur continuando a esistere, furono sempre più frequentemente presieduti da funzionari regi.

### Morte e successione di Clodoveo

La divisione del regno di Clodoveo.

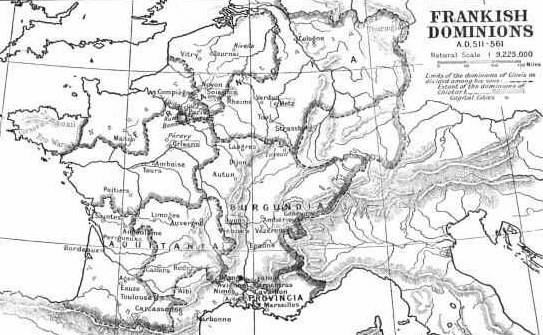
Il regno franco dopo la morte di Clodoveo.

Clodoveo morì a Parigi il 27 novembre 511 e venne sepolto nella basilica parigina dei Saints-Apôtres, (poi divenuta l'abbazia di Sainte-Geneviève e oggi il Pantheon di Parigi), sulla Montagne Sainte-Geneviève.
I figli Clotario, Clodomiro, Teodorico e Childeberto, in conformità della tradizione franca, si divisero il regno, costituito dall'antica Gallia, con esclusione della Provenza, della Settimania, corrispondente all'antica Gallia Narbonense, e del regno dei Burgundi:
- Teodorico I è re di Reims
- Clodomiro è re di Orléans
- Childeberto I è re di Parigi
- Clotario I è re di Soissons

La parte più grande, circa un terzo dell'intero regno, che a nord, si estende tra il Reno e la Loira, e al sud la parte orientale dell'Aquitania, spettò al figlio maggiore Teodorico, nato dalle prime nozze di Clodoveo. La divisione del regno venne pertanto stabilita secondo le norme di diritto privato, fatte scrivere dallo stesso Clodoveo nella legge salica: il regno franco è dunque il patrimonio del re, la nozione di bene pubblico, per altro esistente nella legge di Clodoveo, qui è ignorata semplicemente perché lo Stato è considerato bene privato del re.
Le quattro capitali dei nuovi regni sono tuttavia situate nel centro dell'insieme, relativamente vicine l'una alle altre, come a indicare la tensione esistente fra la tendenza centrifuga che la divisione comportava e la reazione centripeta all'unità: «l'idea di un regno unificato dei Franchi sussisteva negli spiriti»

## Discendenza
Clodoveo dalla prima moglie (o concubina) ebbe un figlio:
- Teodorico (485-534), re di Reims, che sposò Suavegota di Burgundia.

Da Clotilde invece ebbe sei (o sette) figli: 
- Ingomero (nato e morto nel 493 o 494)
- Clodomiro (495-524), re di Orléans, che sposò Gunteuca di Burgundia
- Childeberto (496-558), re di Parigi, che sposò Ultrogota d'Italia,
- Clotario (497-561), re di Soissons, che ebbe quattro mogli e riunificò il regno dei Franchi
- Teodechilde (492/501-576), si fece suora e fu la fondatrice del monastero di Mauriac[10].
- Clotilde (circa 502-531), sposò, nel 517, il re dei Visigoti Amalarico.

## Ascendenza
|              |   |   | Genitori |  |  | Nonni |  |  | Bisnonni |  |  | Trisnonni |  |
|              |   |   |          |  |  |       |  |  | Clodione |  |  | Faramondo |  |
|              |   |   |          |  |  |       |  |  | Clodione |  |  | Faramondo |  |
|              |   | … |          |  |  |       |  |  | Clodione |  |  |           |  |
| Meroveo      |   |   |          |  |  |       |  |  | Clodione |  |  |           |  |
|              |   | … | …        |  |  |       |  |  |          |  |  |           |  |
|              |   | … | …        |  |  |       |  |  |          |  |  |           |  |
|              |   | … | …        |  |  |       |  |  |          |  |  |           |  |
| Childerico I |   | … |          |  |  |       |  |  |          |  |  |           |  |
|              |   | … | …        |  |  |       |  |  |          |  |  |           |  |
|              |   | … | …        |  |  |       |  |  |          |  |  |           |  |
|              |   | … | …        |  |  |       |  |  |          |  |  |           |  |
| …            |   | … |          |  |  |       |  |  |          |  |  |           |  |
|              |   | … | …        |  |  |       |  |  |          |  |  |           |  |
|              |   | … | …        |  |  |       |  |  |          |  |  |           |  |
|              |   | … | …        |  |  |       |  |  |          |  |  |           |  |
| Clodoveo I   |   | … |          |  |  |       |  |  |          |  |  |           |  |
|              | … | … |          |  |  |       |  |  |          |  |  |           |  |
|              | … | … |          |  |  |       |  |  |          |  |  |           |  |
|              | … | … |          |  |  |       |  |  |          |  |  |           |  |
| …            | … |   |          |  |  |       |  |  |          |  |  |           |  |
|              |   | … | …        |  |  |       |  |  |          |  |  |           |  |
|              |   | … | …        |  |  |       |  |  |          |  |  |           |  |
|              |   | … | …        |  |  |       |  |  |          |  |  |           |  |
| Basina       |   | … |          |  |  |       |  |  |          |  |  |           |  |
|              |   | … | …        |  |  |       |  |  |          |  |  |           |  |
|              |   | … | …        |  |  |       |  |  |          |  |  |           |  |
|              |   | … | …        |  |  |       |  |  |          |  |  |           |  |
| …            |   | … |          |  |  |       |  |  |          |  |  |           |  |
|              |   | … | …        |  |  |       |  |  |          |  |  |           |  |
|              |   | … | …        |  |  |       |  |  |          |  |  |           |  |
|              |   | … | …        |  |  |       |  |  |          |  |  |           |  |
|              |   | … |          |  |  |       |  |  |          |  |  |           |  |